# 青山重長
青山 重長（あおやま しげなが）は、安土桃山時代から江戸時代前期にかけての武将。徳川家の家臣。

## 生涯
天正13年（1585年）徳川秀忠付きとして出仕し、天正16年（1588年）小姓に取り立てられる。天正18年（1590年）小田原征伐に従軍。慶長3年（1598年）使番となり、慶長5年（1600年）第二次上田合戦に従軍して武功を立てた。慶長10年（1605年）秀忠の上洛に従い、参内の際にはその随身役を務めた。慶長12年（1607年）父の死に従い家督を継ぎ、遺領と合わせて2500石を領する。慶長17年（1612年）目付に任命されて伏見城に入る。末年の大坂の陣にはいずれも従軍し、天王寺・岡山の戦いでは旗本衆に先駆けて武功を立てるが、戦後に抜け駆けを咎められて改易蟄居となった。この際、養子（従弟）の重勝は別家を立てて独立している。元和7年（1621年）徳川家光に再出仕し、甲斐国内に2000石を与えられる。以後は神戸藩・伊勢亀山藩や松本藩などの大名転封の引き渡し役を歴任している。
寛永16年（1639年）没。実子はなく、従弟（叔父正成の子）の利政が家督を継いだ。また別家した重勝の子盛長も養子にとっている。

## 系譜
- 父：青山正長（1549年 - 1607年）
- 母：大久保忠益娘
- 室：不詳
- 養子
  - 男子：青山重勝
  - 男子：青山利政 - 青山正成の子
  - 男子：青山盛長 - 青山重勝の子